# Faux (Dordogne)
Faux – miejscowość i gmina we Francji, w regionie Nowa Akwitania, w departamencie Dordogne.
Według danych na rok 2010 gminę zamieszkiwały 583 osoby, a gęstość zaludnienia wynosiła 36 osób/km².